# De la apusul la răsăritul soarelui
De la apusul pana la răsăritul soarelui  (titlu original: From Dusk Till Dawn) este un film de groază american din 1996 regizat de Robert Rodriguez, după un scenariu de Quentin Tarantino. Rolurile principale au fost interpretate de actorii Harvey Keitel, George Clooney. A primit Premiul Saturn pentru cel mai bun film de groază, și a devenit un film idol.

## Distribuție
- George Clooney - Seth Gecko
- Quentin Tarantino - Richard "Richie" Gecko
- Harvey Keitel - Jacob Fuller
- Juliette Lewis - Kate Fuller
- Ernest Liu - Scott Fuller
- Salma Hayek - Santánico Pandemonium
- Cheech Marin - Border Guard / Chet Pussy / Carlos
- Danny Trejo - Razor Charlie
- Tom Savini - Sex Machine
- Fred Williamson - Frost
- Michael Parks - Texas Ranger Earl McGraw
- Brenda Hillhouse - Hostage Gloria Hill
- John Saxon - FBI Agent Stanley Chase
- Marc Lawrence - Old Timer Motel Owner
- Kelly Preston - Newscaster Kelly Houge
- John Hawkes - Pete Bottoms (liquor store cashier)
- Tito & Tarantula - The Titty Twister House Band